# Вьетнам на летних Олимпийских играх 1952
Вьетнам принимал участие в Летних Олимпийских играх 1952 года в Хельсинки (Финляндия) в первый раз за свою историю, но не завоевал ни одной медали. Участвовал в следующих видах спорта: лёгкой атлетике, плавании, велосипедном спорте, боксе и фехтовании.